# Bystrovany
Bystrovany é uma comuna checa localizada na região de Olomouc, distrito de Olomouc.